# 파주 봉서리 충신열녀문
파주 봉서리 충신열녀문(坡州 鳳棲里 忠臣烈女門)은 임진왜란 때 무장으로 활약하다 순국한 충신 김복경(金復慶, 1545~1592)과 병자호란 때 굳게 정절을 지킨 그의 며느리 신평송씨(新平宋氏)의 순절을 기리기 위해 세워진 정려(旌閭)이다. 1986년 4월 17일 대한민국 파주시의 향토문화유산 제4호로 지정되었다.

## 개요
봉서리 충신열녀문(鳳棲里 忠臣烈女門)은 임진왜란 때 무장으로 활약하다 순국한 충신 김복경(金復慶, 1545~1592)과 병자호란 때 굳게 정절을 지킨 그의 며느리 신평송씨(新平宋氏)의 순절을 기리기 위해 세워진 정려(旌閭)이다.
김복경의 본관은 경주(慶州), 호는 몽윤당(夢允堂)으로 양주 목사 겸 양주진병마첨절제사로 재직하던 선조 25년(1592)에 임진왜란이 일어나자 왜군과 분전하던 끝에 48세의 나이로 전사했다. 이에 조정에서는 인조11년(1633) 12월 그의 애국충절을 기리기 위해 정려를 세우게 하고 '忠臣通政大夫行楊州牧使鎭兵馬僉節制使金復慶之閭'란 현액을 하사하였다.
김복경의 며느리 신평송씨(1583~1636)는 김복경의 아들인 통덕랑 김검(金儉)의 처로 1636년 병자호란 당시 삼각산 기슭으로 피난을 가던 중 청군에게 붙잡히게 되자 그해 12월10일 자결했다. 1639년 나라에서는 송씨 부인의 정절을 표창, 열녀로 봉안케하는 한편 '烈女通德郞金儉妻恭人新平宋氏之閭'란 현액을 내렸다.
정각 내에는 우측에 김복경, 좌측에 신평송씨의 현액이 봉안되어 있으며 정각의 규모는 정면 5,3m, 측면 2.4m로 맞배지붕이다.

## 참고 자료
- 봉서리 충신열녀문(향토유적 제5호) - 파주 문화관광